# امان
اَمّان (به عربی: عَمَّان، آوانگاری: ʿAmmān، تلفظ [ʕaˈmːaːn]) پایتخت و بزرگ‌ترین شهر اردن، و مرکز اقتصادی، سیاسی و فرهنگی این کشور است. اَمّان با جمعیتی چهار میلیون نفری تا سال ۲۰۲۱، شهر نخست اردن و بزرگ‌ترین شهر در منطقه شام، پنجمین شهر بزرگ در جهان عرب و دهمین منطقه شهری بزرگ در خاورمیانه است.
قدیمی‌ترین شواهد سکونت در امان به هزاره هشتم پیش از میلاد در عین غزال، محل قدیمی‌ترین مجسمه‌های انسانی جهان، برمی‌گردد. در عصر آهن، این شهر به عنوان رباط امان، پایتخت پادشاهی عمونی‌ها شناخته می‌شد. در قرن سوم پیش از میلاد، نام شهر به فیلادلفیا تغییر یافت و به یکی از ده شهر یونانی - رومی دکاپولیس تبدیل شد. بعدها، در قرن میلادی، خلافت راشدین نام شهر را به اَمّان تغییر داد. در بیشتر دوران اسلامی، شهر بین دوره‌های ویرانی و دوره‌های رونق نسبی در نوسان بود. اَمّان در دوره عثمانی از قرن پانزدهم تا ۱۸۷۸ میلادی، زمانی که توسط چرکس‌ها دوباره مسکونی شد، عمدتاً متروکه بود. این شهر پس از اتصال به راه‌آهن حجاز در سال ۱۹۰۴ میلادی رشد کرد و منجر به تشکیل اولین شورای شهرداری آن در سال ۱۹۰۹ میلادی شد.
اَمّان پس از تعیین آن به عنوان پایتخت فرا اردن در سال ۱۹۲۱ میلادی، شاهد رشد سریع بود و مهاجرت‌هایی از شهرهای مختلف اردن و شام و بعداً چندین موج متوالی از پناهندگان را پذیرفت: فلسطینی‌ها در سال‌های ۱۹۴۸ میلادی و ۱۹۶۷ میلادی؛ عراقی‌ها در سال‌های ۱۹۹۰ و ۲۰۰۳ میلادی؛ و سوری‌ها از سال ۲۰۱۱ میلادی. این شهر در ابتدا بر روی هفت تپه ساخته شد، اما اکنون بر روی ۱۹ تپه گسترده شده و ۲۲ منطقه را در بر می‌گیرد، که توسط شهرداری بزرگ اَمّان اداره می‌شوند.
مناطق اَمّان نام خود را از تپه‌ها (جبل) یا دره‌ها (وادی) که در آن قرار دارند، مانند تپه اللویبده و دره عبدون، گرفته‌اند.[شرق اَمّان عمدتاً مملو از مکان‌های تاریخی است که اغلب میزبان فعالیت‌های فرهنگی هستند، در حالی که غرب اَمّان امروزی‌تر است و به عنوان مرکز اقتصادی شهر عمل می‌کند.
تقریباً یک میلیون بازدیدکننده در سال ۲۰۱۸ وارد اَمّان شدند که آن را به هشتاد و نهمین شهر پربازدید جهان و دوازدهمین شهر پربازدید عربی تبدیل کرد. اَمّان دارای اقتصادی با رشد نسبتاً سریع است و توسط شبکه تحقیقات جهانی سازی و شهرهای جهانی به عنوان یک شهر جهانی بتا رتبه‌بندی شده است. علاوه بر این، بر اساس عوامل اقتصادی، کارگری، زیست‌محیطی و اجتماعی، فرهنگی، به عنوان یکی از بهترین شهرهای خاورمیانه و شمال آفریقا نامگذاری شده است. این شهر در کنار دوحه و تنها پس از دبی، یکی از محبوب‌ترین مکان‌ها در جهان عرب برای شرکت‌های چندملیتی برای ایجاد دفاتر منطقه‌ای خود است. امان دارای شبکه اتوبوس‌رانی، از جمله سامانه اتوبوس‌های تندرو (BRT) است که به شهر خدمت می‌کند و آن را به زرقا همسایه متصل می‌کند.

## تاریخچه
روستای عَمان در سده ۱۳ پیش از میلاد رباث آمّون/عَمّون نامیده می‌شد. منطقه‌ای که شهر کنونی امان در آن‌جا واقع شده، در طول سده‌های متعدد به تصرف آشوری‌ها، ایرانیان، یونانیان، رومی‌ها، اعراب و تُرک‌های عثمانی درآمد.
در دوران فرمانروایی یونانی‌ها-رومی‌ها این شهر «فیلادلفیا» (به زبان یونانی باستان "Φιλαδέλφεια" به معنی «عشق برادرانه») نام داشت.
راه‌آهن حجاز تأثیر قابل‌توجهی در شهر شدن و اهمیت پیداکردن امان داشت. تا قبل از احداث خط آهن حجاز، امان در حد و اندازه یک روستا بود.

## نگارخانه

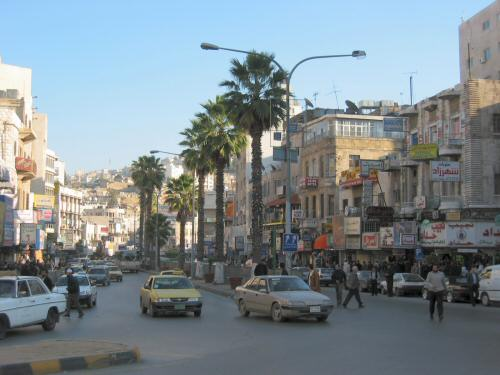
مرکز شهر امان در سال ۲۰۰۲
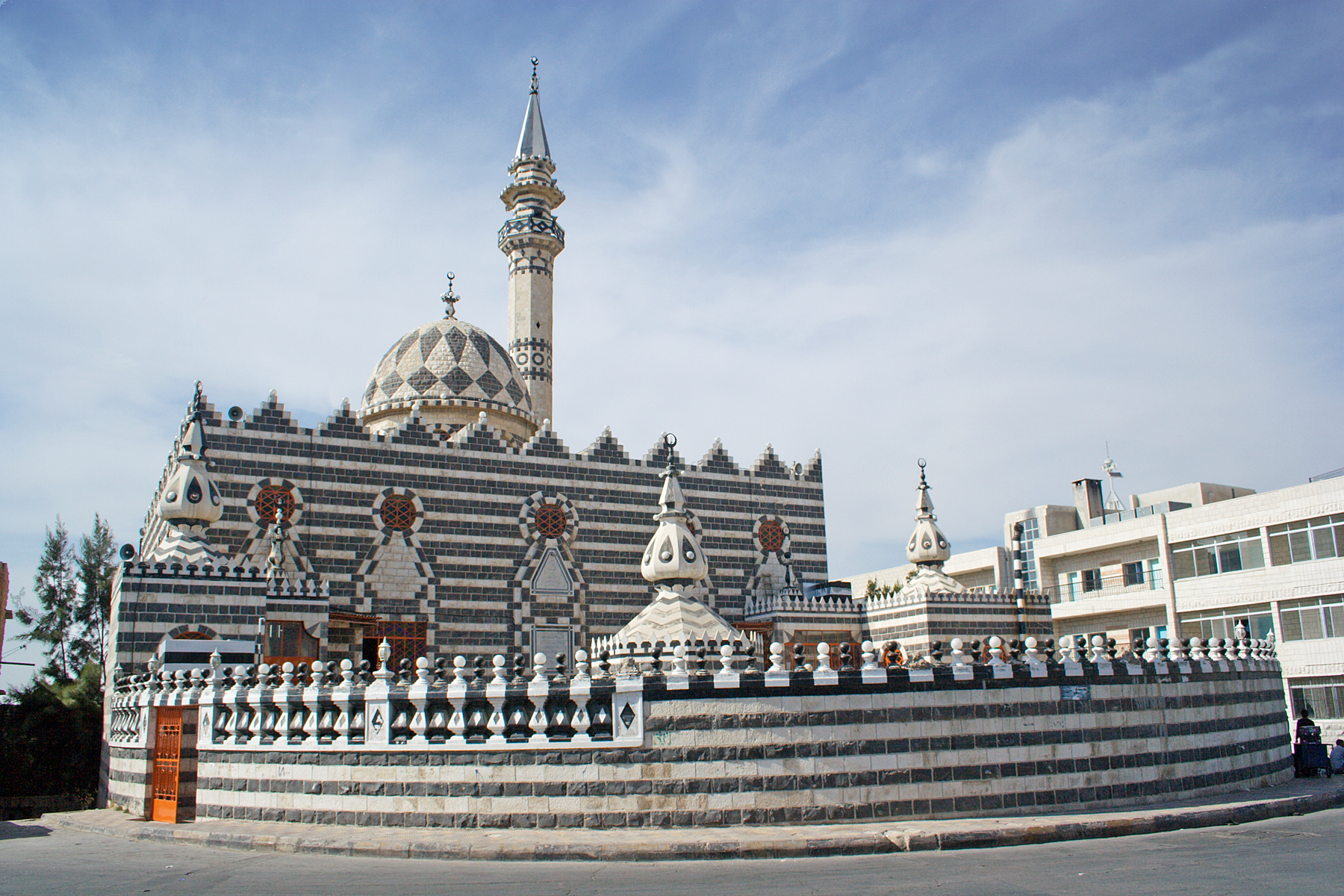
مسجد ابودرویش
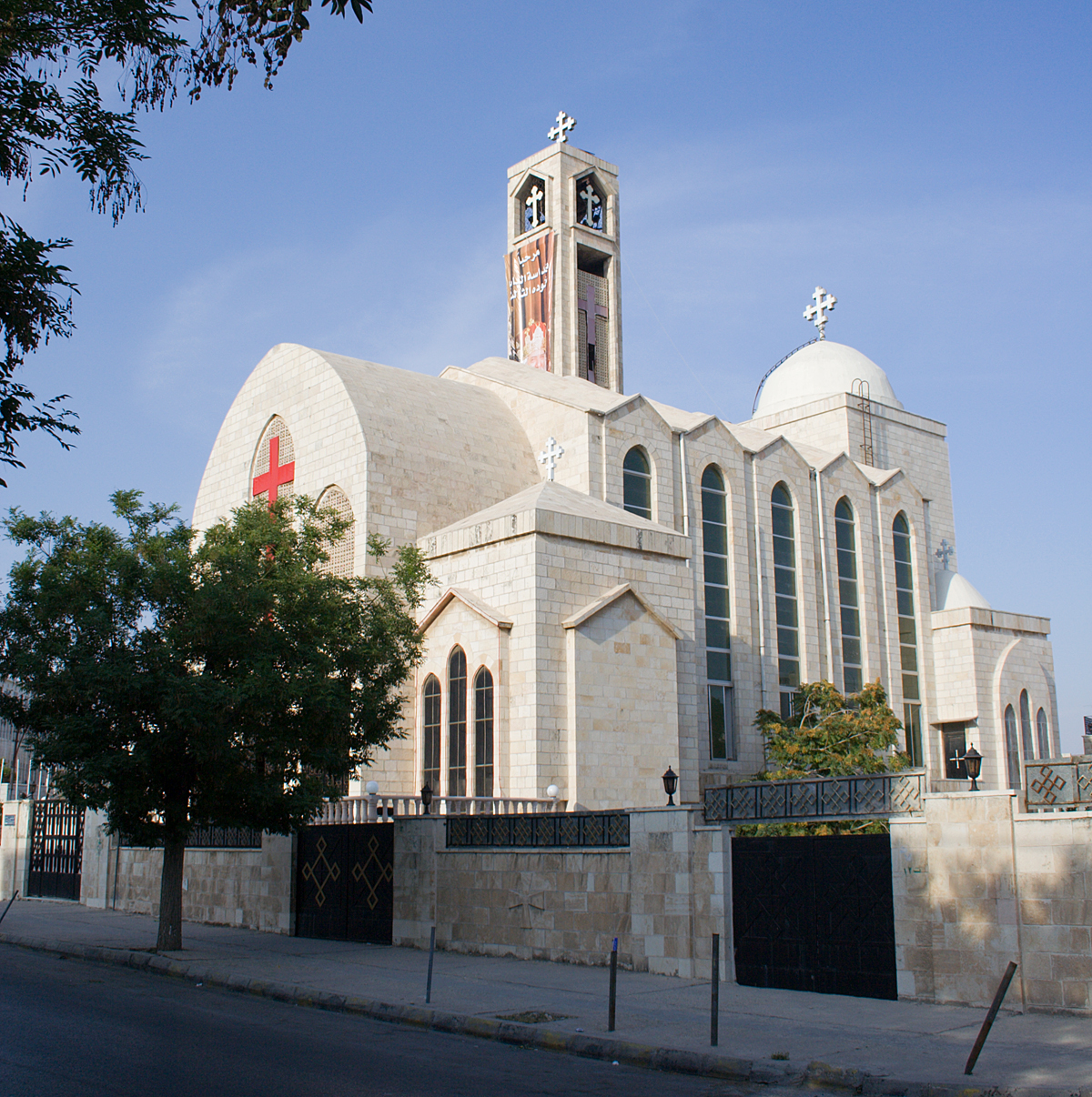
یک کلیسای قبطی
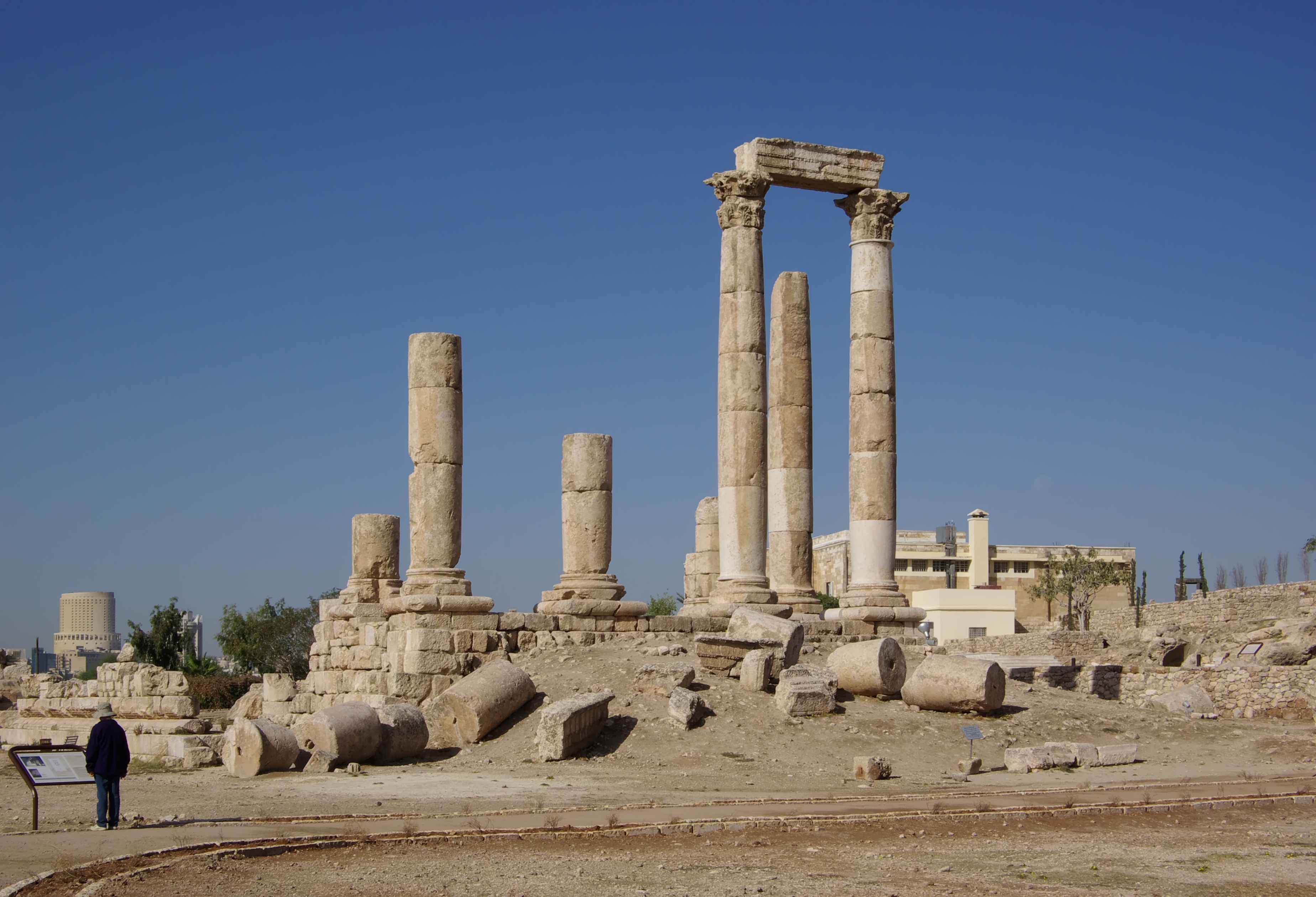
تپه هرکول
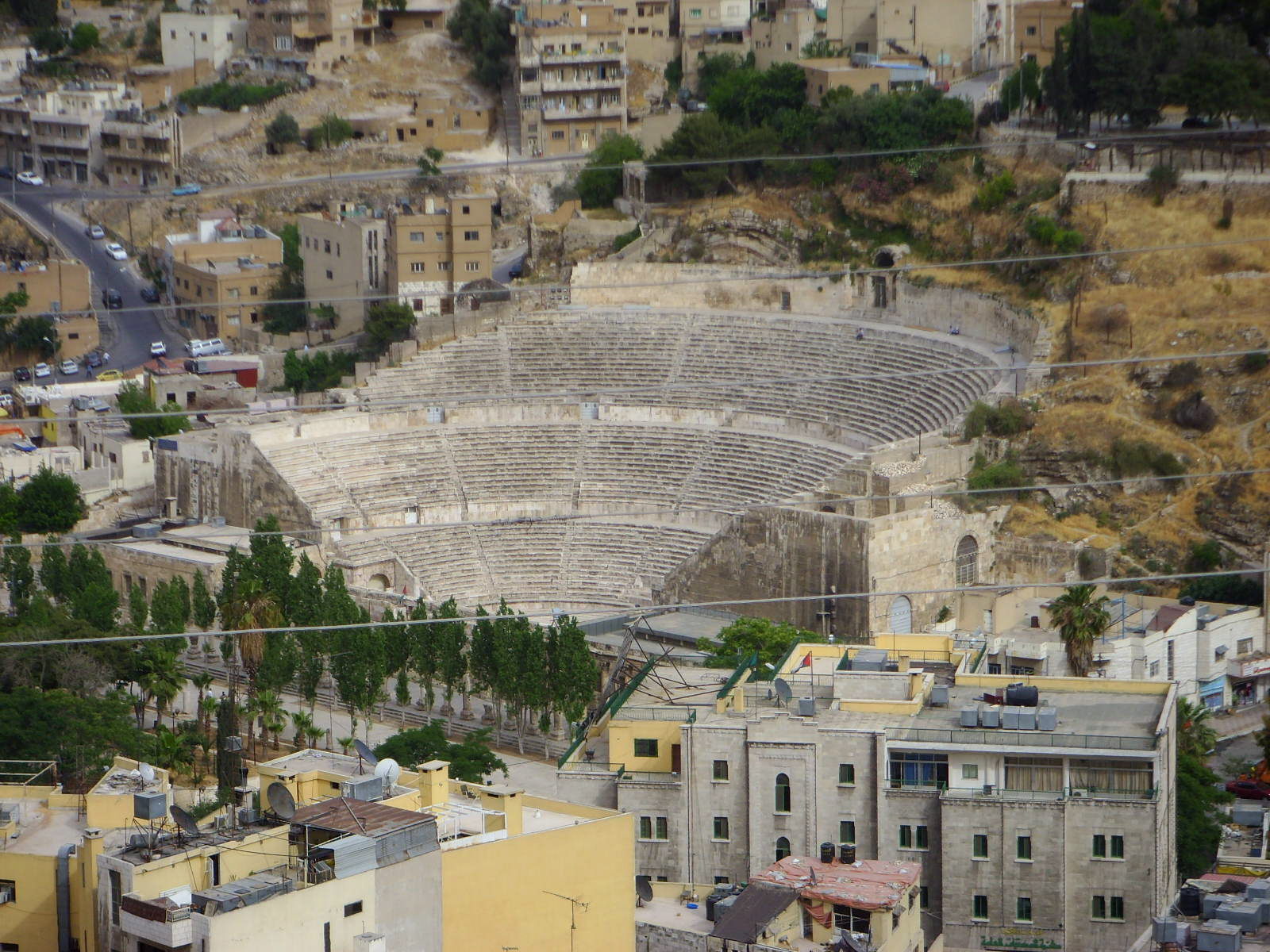
نمایی از آمفی‌تئاتر دوران امپراتوری رم از تپه هرکول
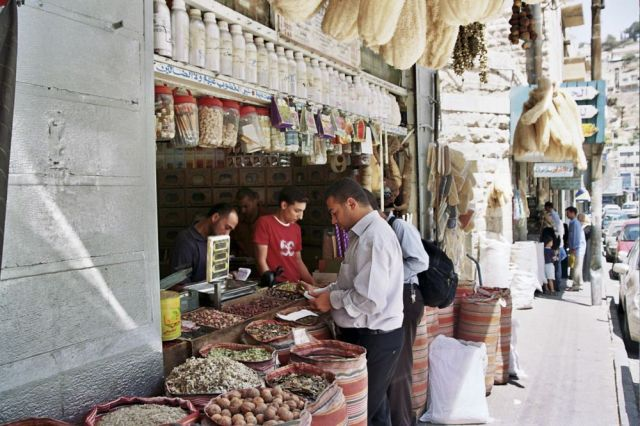
فروش داروهای گیاهی در بازار حومه امان
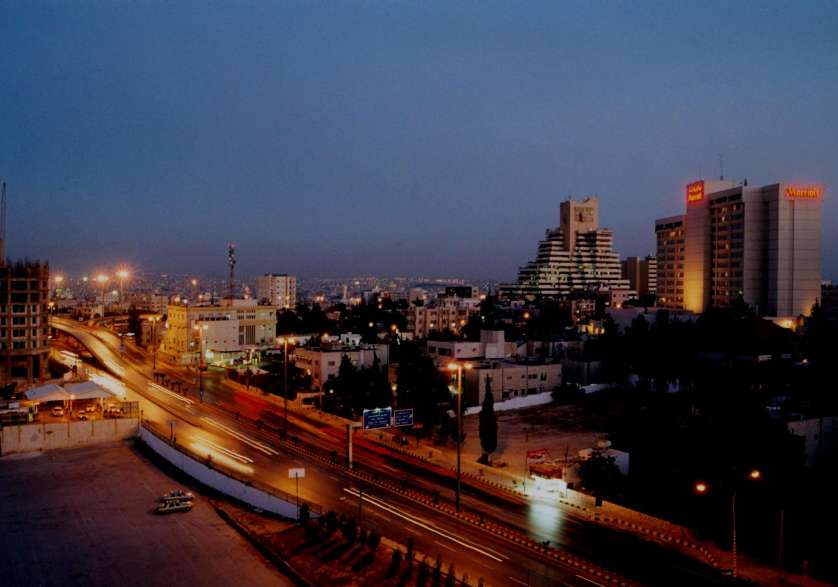
هتل سلطنتی امان